# Vélodrome d'Hiver

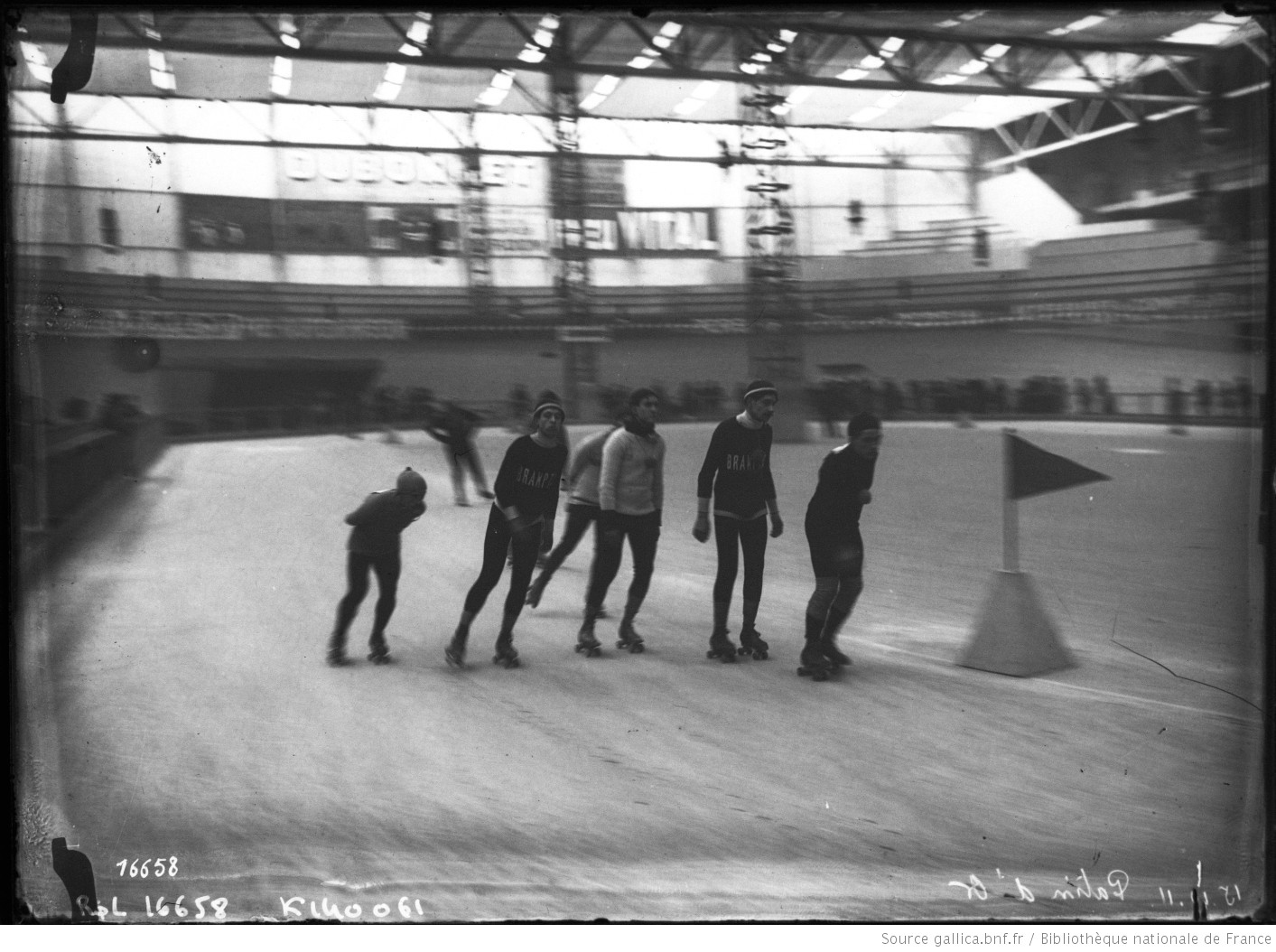
Een rolschaatswedstrijd in Vélodrome d'Hiver in 1911

Vélodrome d'Hiver was een wielerstadion in Parijs dat gebruikt werd voor sportwedstrijden van de opening in 1910 tot het begin van de Tweede Wereldoorlog. In 1959 werd het wielerstadion gesloopt. Tegenwoordig is er een afdeling van het Franse ministerie van Binnenlandse Zaken gevestigd.

## Razzia
Het complex deed op 16 en 17 juli 1942 dienst als verzamelpunt voor Parijse Joden die tijdens een grootschalige razzia opgepakt door de Franse politie, in opdracht van de Duitse bezetter. Meer dan 13.000 joden van buitenlandse nationaliteit (de Franse joden werden met rust gelaten) verbleven er enkele dagen zonder eten, om van daaruit te worden gedeporteerd naar doorgangskampen, zoals dat van Drancy, en dan verder naar Auschwitz. Nog geen honderd van hen hebben de oorlog overleefd. 
In het verfilmde boek Elle s'appelait Sarah van Tatiana de Rosnay en de film La Rafle speelt de Vélodrome d'Hiver ook een rol. Sarah en haar ouders zaten er net zoals duizenden andere Joodse mensen dagenlang zonder voedsel, water of sanitaire voorzieningen, waarna ze gedeporteerd werden.